# 플루옥세틴
플루옥세틴(Fluoxetine)은 미국 일라이 릴리 앤드 컴퍼니가 개발하여, 프로작(Prozac)이란 이름으로 널리 알려져 있는 선택적 세로토닌 재흡수 억제제 계열의 항우울제이다. 화학 공식은 C17H18F3NO이다. 플루옥세틴은 우울증, 강박 장애, 폭식증, 공황장애, 월경 전 불쾌장애(PMDD)의 치료에 널리 사용된다.

## 역사
1970년 브라이언 몰리(Bryan Molly)와 로버트(Robert Rathbun)가 일라이 릴리 앤드 컴퍼니에서 발견을 시작했다 그 당시 항히스타민제 디펜히드라민은 항우울효과를 보여주었다 디펜히드라민과 닮은 구조 3-phenoxy-3-phenylpropylamine은 출발 물질인데 몰리는 이것의 유도체 몇 개를 합성했다. 이합성물의 심리적 테스트를 했는데 선택적 노르에피네프린 재흡수 억제제(이하 SNRI)인 니속세틴이 그것인데 최근에 이것은 생물실험에 널리 쓰인다.
그 뒤에 세로토닌재흡수억제제(이하 SSRI)도 개발하려던 가운데 일라이릴리의 데이비드 옹(david wong)이 이를 발견해냈다. 먼저 세로토닌, 노르에피네프린, 도파민 다시테스트했다 이 테스트에서 종 서 홍(jong-sir horng)이 1972년 5월 플루옥세틴을 발견했다 선택적 세로토닌 재흡수 억제제이다. 옹은 1974년 첫 기사를 실었다 1년 뒤에 성분명 플루옥세틴 상품명 프로작으로 되었다. 1977년 2월 이 약을 만든 일라이릴리 컴퍼니는 FDA에 허가신청을 했다.

## 부작용
플루옥세틴의 흔한(1% 이상 빈발하는) 부작용은 메스꺼움, 두통, 불면증, 설사, 피로감이 있다.
2004년이 되면서 항우울제에 대한 수많은 소송과 수사가 진행되었고, 기자와 전문가들의 항의가 빗발쳤다. 결국 FDA는 항우울제 제조업체에게 반드시 제품 설명서에 자살 성향 및 자살 충동에 대한 주의사항을 기재할 것을 법적으로 의무화시켰다. 특히 아동과 청소년에게 자살 성향 및 자살 충동을 불러일으킬 수 있다는 점을 강조했다.
(2003년 영국 식품의약국은 미성년자에게 항우울제를 처방하는 것을 위법 행위로 규정해 의사들을 집중 단속했다.)
2007년이 되면서 식품의약국은 특히 18~24세 청년 복용자에게서 부작용이 발생할 확률이 가장 높다는 점을 강조했다. 2009년에는 나이와 무관하게 모든 환자들에게 자살 성향 및 자살 충동의 위험성을 거듭 강조했다.
주요 우울증은 조울증의 초기 단계에서 나타날 수 있다. 통제된 시험을 통해 입증된 것은 아니지만, 조울증의 소지가 있는 환자에게 우울증을 치료하기 위해 항우울제를 투여할 경우, 조울증의 혼재성 삽화나 조증 증상이 촉발될 수 있다.
우울증을 보이는 환자들한테 항우울제를 투여시, 환자가 조울증 등 공존 질환에 대한 위험성 여부를 파악하기 위해, 자살, 조울증(양극성 장애), 우울증 등 가족력이 포함된 공존 질환 여부를 선별하도록 의무화했다. 항우울제인 웰부트린(Wellbutrin) 에도 동일한 문구를 제품사용설명서에 넣도록 했다.

## 종류
물질 및 용도 특허 만료 이후, 국내 업체인 명인제약의 '푸록틴캡슐'을 비롯해서, 환인제약의 '폭세틴캡슐'이라는 제네릭 의약품으로 1998년에 출시되었으며, 새로운 제형으로 출시한 릴리의 '푸로작 확산정'과 국내 업체인 명인제약의 '푸록틴 확산정'의 경우, 물이나 음료에 바로 타서 간편하게 복용할 수 있다.

## 같이 보기
- 선택적 세로토닌 재흡수 억제제

## 참조
1. ↑  https://www.drugs.com/monograph/fluoxetine-hydrochloride.html
2. 1 2 3  《의약에서 독약으로》. 2016년 8월 13일에 원본 문서에서 보존된 문서. 2016년 6월 26일에 확인함.
3. ↑  푸록틴캡슐, 명인제약 제조
4. ↑  폭세틴캡슐, 환인제약 제조
5. ↑  푸록틴확산정, 명인제약 제조